# Vincitori al Junior Eurovision Song Contest

## Albo d'oro
| Anno | Città e paese ospitanti | Paese vincitore | Artista                      | Canzone                   | Lingua      | Marg. | Secondo posto  |
| ---- | ----------------------- | --------------- | ---------------------------- | ------------------------- | ----------- | ----- | -------------- |
| 2003 | Copenaghen, Danimarca   | Croazia         | Dino Jelusić                 | Ti si moja prva ljubav    | Croato      | 9     | Spagna         |
| 2004 | Lillehammer, Norvegia   | Spagna          | María Isabel                 | Antes muerta que sencilla | Spagnolo    | 31    | Regno Unito    |
| 2005 | Hasselt, Belgio         | Bielorussia     | Ksenija Sitnik               | My vmeste                 | Russo       | 3     | Spagna         |
| 2006 | Bucarest, Romania       | Russia          | Anastasija e Maria Tolmačëvy | Vesenniy jazz             | Russo       | 25    | Bielorussia    |
| 2007 | Rotterdam, Paesi Bassi  | Bielorussia     | Alexey Zhigalkovich          | S druz'yami               | Russo       | 1     | Armenia        |
| 2008 | Limassol, Cipro         | Georgia         | Bzikebi                      | Bzz..                     | Immaginaria | 19    | Ucraina        |
| 2009 | Kiev, Ucraina           | Paesi Bassi     | Ralf Mackenbach              | Click Clack               | Olandese*   | 5     | Armenia Russia |
| 2010 | Minsk, Bielorussia      | Armenia         | Vladimir Arzumanyan          | Mama                      | Armeno      | 1     | Russia         |
| 2011 | Erevan, Armenia         | Georgia         | Candy                        | Candy Music               | Georgiano*  | 5     | Paesi Bassi    |
| 2012 | Amsterdam, Paesi Bassi  | Ucraina         | Anastasiya Petryk            | Nebo                      | Ucraino*    | 35    | Georgia        |
| 2013 | Kiev, Ucraina           | Malta           | Gaia Cauchi                  | The Start                 | Inglese     | 9     | Ucraina        |
| 2014 | Marsa, Malta            | Italia          | Vincenzo Cantiello           | Tu primo grande amore     | Italiano*   | 12    | Bulgaria       |
| 2015 | Sofia, Bulgaria         | Malta           | Destiny Chukunyere           | Not My Soul               | Inglese     | 9     | Armenia        |
| 2016 | La Valletta, Malta      | Georgia         | Mariam Mamadashvili          | Mzeo                      | Georgiano   | 7     | Armenia        |
| 2017 | Tbilisi, Georgia        | Russia          | Polina Bogusevich            | Wings                     | Russo*      | 3     | Georgia        |
| 2018 | Minsk, Bielorussia      | Polonia         | Roksana Węgiel               | Anyone I Want to Be       | Polacco*    | 12    | Francia        |
| 2019 | Gliwice, Polonia        | Polonia         | Viki Gabor                   | Superhero                 | Polacco*    | 51    | Kazakistan     |
| 2020 | Varsavia, Polonia       | Francia         | Valentina                    | J'imagine                 | Francese    | 48    | Kazakistan     |
| 2021 | Parigi, Francia         | Armenia         | Maléna                       | Qami qami                 | Armeno*     | 6     | Polonia        |
| 2022 | Erevan, Armenia         | Francia         | Lissandro                    | Oh maman!                 | Francese    | 23    | Armenia        |
| 2023 | Nizza, Francia          | Francia         | Zoé Clauzure                 | Cœur                      | Francese    | 27    | Spagna         |
| 2024 | Spagna (bandiera)       | Georgia         | Andria Putkaradze            | To My Mum                 | Georgiano   | 36    | Portogallo     |

## Percentuale di punti guadagnati per la vittoria
| Anno | Cantante                     | Punti guadagnati / punti possibili | Percentuale |
| ---- | ---------------------------- | ---------------------------------- | ----------- |
| 2003 | Dino Jelusić                 | 134/180                            | 74,44%      |
| 2004 | María Isabel                 | 171/204                            | 83,83%      |
| 2005 | Ksenija Sitnik               | 149/204                            | 73,04%      |
| 2006 | Anastasija e Maria Tolmačëvy | 154/180                            | 85,56%      |
| 2007 | Aljaksej Žyhalkovič          | 137/204                            | 67,16%      |
| 2008 | Bzikebi                      | 154/180                            | 85,56%      |
| 2009 | Ralf Mackenbach              | 121/156                            | 77,56%      |
| 2010 | Vladimir Arzumanyan          | 120/168                            | 71,43%      |
| 2011 | Candy                        | 108/156                            | 69,23%      |
| 2012 | Anastasia Petryk             | 138/156                            | 88,46%      |
| 2013 | Gaia Cauchi                  | 130/156                            | 83,33%      |
| 2014 | Vincenzo Cantiello           | 159/204                            | 77,94%      |
| 2015 | Destiny Chukunyere           | 185/216                            | 85,65%      |
| 2016 | Mariam Mamadashvili          | 239/420                            | 56,90%      |
| 2017 | Polina Bogusevič             | 188/360                            | 52,22%      |
| 2018 | Roksana Węgiel               | 215/456                            | 47,15%      |
| 2019 | Viki Gabor                   | 278/432                            | 64,35%      |
| 2020 | Valentina                    | 200/264                            | 75,76%      |
| 2021 | Maléna                       | 224/432                            | 51,85%      |
| 2022 | Lissandro                    | 203/360                            | 56,39%      |

## Vittorie per paese

La mappa mostra il numero di vittorie per paese.

Ad oggi, il paese detentore del record per il maggior numero di vittorie è la Georgia (3).
| Vittorie | Paese       | Anni                |
| -------- | ----------- | ------------------- |
| 4        | Georgia     | 2008-2011-2016-2024 |
| 2        | Bielorussia | 2005-2007           |
| 2        | Malta       | 2013-2015           |
| 2        | Russia      | 2006-2017           |
| 2        | Polonia     | 2018-2019           |
| 2        | Armenia     | 2010-2021           |
| 2        | Francia     | 2020-2022           |
| 1        | Croazia     | 2003                |
| 1        | Spagna      | 2004                |
| 1        | Paesi Bassi | 2009                |
| 1        | Ucraina     | 2012                |
| 1        | Italia      | 2014                |

## Vittorie per lingua
Sin dalla fondazione della manifestazione, i paesi in gara devono cantare canzoni esclusivamente nella loro lingua madre. Tuttavia sono ammesse piccole strofe o versi in lingua differenti:
| Vittorie | Lingua      | Anni                                                               | Paesi                                                                  |
| -------- | ----------- | ------------------------------------------------------------------ | ---------------------------------------------------------------------- |
| 4        | Russo       | 2005, 2006, 2007, 2017°                                            | Bielorussia, Russia                                                    |
| 2 (+8)°  | Inglese     | 2009°, 2011°, 2012°, 2013, 2014°, 2015, 2017°, 2018°, 2019°, 2021° | Paesi Bassi, Georgia, Ucraina, Malta, Italia, Russia, Polonia, Armenia |
| 2        | Georgiano   | 2011°, 2024°                                                       | Georgia                                                                |
| 2        | Polacco     | 2018°, 2019°                                                       | Polonia                                                                |
| 2        | Armeno      | 2010, 2021°                                                        | Armenia                                                                |
| 2        | Francese    | 2020, 2022                                                         | Francia                                                                |
| 1        | Croato      | 2003                                                               | Croazia                                                                |
| 1        | Spagnolo    | 2004                                                               | Spagna                                                                 |
| 1        | Immaginaria | 2008                                                               | Georgia                                                                |
| 1        | Olandese    | 2009°                                                              | Paesi Bassi                                                            |
| 1        | Ucraino     | 2012°                                                              | Ucraina                                                                |
| 1        | Italiano    | 2014°                                                              | Italia                                                                 |